# Hongshiit
Hongshiit ist ein selten vorkommendes Mineral aus der Mineralklasse der „Elemente (einschließlich natürliche Legierungen, intermetallische Verbindungen, Carbide, Nitride, Phosphide und Silicide)“ mit der chemischen Zusammensetzung PtCu und ist damit chemisch gesehen eine natürliche Legierung, genauer eine Intermetallische Verbindung aus Platin und Kupfer im Verhältnis von 1 : 1.
Hongshiit kristallisiert im trigonalen Kristallsystem, entwickelt jedoch nur selten mikrokristalline, tafelige Kristalle. Meist findet er sich in Form von derben, unregelmäßigen Körnern bis etwa 1,5 mm Größe oder dendritischen Aggregaten. Das Mineral ist in jeder Form undurchsichtig (opak) und zeigt auf den Oberflächen der blei- bis stahlgrauen Körner einen metallischen Glanz. Seine Strichfarbe ist dagegen schwarz.

## Etymologie und Geschichte
Erstmals entdeckt wurde Hongshiit in einer Platinmetallhaltigen Erzlagerstätte nahe Hongshi, einem Dorf in der Großgemeinde Yangzi in der chinesischen Provinz Hubei. Beschrieben wurde das Mineral 1974 von Yu Zuxiang, Lin Shujen, Chao Pao, Fang Chingsung und Huang Chishun, die es nach dessen Typlokalität benannten.
Das Typmaterial des Minerals wird im geologischen Institut der Chinesischen Universität für Geowissenschaften in Peking aufbewahrt.

## Klassifikation
Bereits in der veralteten, aber teilweise noch gebräuchlichen 8. Auflage der Mineralsystematik nach Strunz gehörte der Hongshiit zur Mineralklasse der „Elemente“ und dort zur Abteilung der „Metalle und intermetallische Legierungen (ohne Halbmetalle)“, wo er zusammen mit Damiaoit, Iridium, Palladium, Platin, Rhodium, Skaergaardit und Yixunit die „Platin-Reihe“ mit der System-Nr. I/A.14 bildete.
Die seit 2001 gültige und von der International Mineralogical Association (IMA) verwendete 9. Auflage der Strunz’schen Mineralsystematik ordnet den Hongshiit ebenfalls in die Abteilung der „Metalle und intermetallische Verbindungen“ ein. Diese ist allerdings weiter unterteilt nach den in der Verbindung vorherrschenden Metallen, die entsprechend ihrer verwandten Eigenschaften in Metallfamilien eingeteilt wurden. Hongshiit ist hier entsprechend seiner Zusammensetzung in der Unterabteilung „PGE-Metall-Legierungen“ zu finden ist, wo es nur noch zusammen mit Skaergaardit die unbenannte Gruppe 1.AG.45 bildet.
Auch die vorwiegend im englischen Sprachraum gebräuchliche Systematik der Minerale nach Dana ordnet den Hongshiit in die Klasse und dort in die gleichnamige Abteilung der „Elemente“ ein. Hier ist er als einziges Mitglied in der unbenannten Gruppe 01.02.03 innerhalb der Unterabteilung „Elemente: Platingruppenmetalle und -legierungen“ zu finden.

## Chemismus
In der Erstbeschreibung des Minerals wird dessen Zusammensetzung, analysiert mithilfe der Elektronenmikrosonde, zunächst mit 61,0 Gew.-% Platin, 15,7 Gew.-% Kupfer und 23,0 Gew.-% Arsen angegeben, was der empirischen Formel Pt1,02Cu0,81As1,00 beziehungsweise der idealisierten Formel PtCuAs entspricht.
Bei einer acht Jahre später erfolgten Neuanalyse an vier Körnern mit Pt-Cu-Legierungen wurde eine durchschnittliche Zusammensetzung von 74,93 Gew.-% Platin und 24,52 Gew.-% Kupfer ermittelt. Der in der ersten Analyse festgestellte hohe Arsengehalt ließ sich auf Einlagerungen von Sperrylith zurückführen. Die  Formel wurde daher entsprechend korrigiert und wird nun mit Pt0,499Cu0,501 oder idealisiert CuPt angegeben.

## Kristallstruktur
Hongshiit kristallisiert trigonal in der Raumgruppe R3m (Raumgruppen-Nr. 166) mit den Gitterparametern a = 10,71 Å und c = 13,19 Å sowie 48 Formeleinheiten pro Elementarzelle.

## Bildung und Fundorte
An seiner Typlokalität und bisher einzigem Fundort Hongshi in China bildete sich Hongshiit in apatithaltigen aktinolithisierten Diopsidit-Platin-Lagerstätten wo er den zuvor entstandenen Cooperit (PtS) ersetzte. Hongshiit selbst wird wiederum im Lauf der Zeit durch Isomertieit ersetzt. Weitere bekannte Paragenesen aus diesem Fundort sind Bornit, Diopsid, Epidot, Magnetit, Polydymit, Sperrylith und Vysotskit auftritt.
Des Weiteren fand sich Hongshiit in hochgradig hämatitischen Gängen in Itabirit und typischerweise umrandet von Platin, aus dem Kupfer ausgelaugt wurde wie unter anderem in den Gold- und Eisengruben Conceição und Cauê bei Itabira im brasilianischen Bundesstaat Minas Gerais. Hier trat das Mineral neben den bereits benannten Vergesellschaftungen noch mit Atheneit, Sudovikovit, palladiumhaltiges Gold und Tetra-Auricuprid als weitere Begleitminerale auf.
Auch in alpinen Mafisch-ultramafischen Intrusionen und verwandten Seifenlagerstätten wie beispielsweise im zentralen Gebirgskomplex auf der Insel Rùm in Schottland kann Hongshiit entstehen.
Weitere bisher bekannte Fundorte (Stand: März 2018) sind unter anderem verschiedene Seifenlagerstätten am Fluss Kitagoha in der Region Nord-Kivu im Kongo, am Santiago River in der ecuadorianischen Provinz Esmeraldas, an den Flüssen Miessijoki und Sotajoki in der finnischen Region Lappland sowie am Oulankajoki in der angrenzenden russischen Republik Karelien, am Fluss Pustaya auf der Halbinsel Kamtschatka und am Kondjor-Massiv im Aldanhochland in der Region Chabarowsk am Fluss Miass nahe Tscheljabinsk im Ural in Russland, am Salmon River in der Goodnews Bay im US-Bundesstaat Alaska sowie einer alluvialen Seifenlagerstätte nahe Vestřev in der tschechischen Region Böhmen.